# Claude Ballon
Pour les articles homonymes, voir Ballon.
Claude Ballon (ou Balon) est un danseur et maître de ballet français né à Paris vers 1671 et mort à Versailles le 9 mai 1744.

## Biographie
Pour une raison inconnue, il est prénommé par erreur Jean dans de nombreux ouvrages sur l'histoire de la danse. De même, ses dates de naissance et de décès (1676-1739) ne correspondent à rien de sérieux.
Son père François et son grand-père Antoine étaient déjà maîtres à danser de la cour. Claude débute à Versailles en 1686, dans le Ballet de la Jeunesse et poursuit sa carrière d'interprète à l'Académie royale de Musique, sous la direction de Louis Pécour. De 1691 à 1710, il prend part aux créations et aux reprises des principaux opéras et opéras-ballets de Lully, Campra et Destouches. Il se produit à Londres en 1699 devant le roi Guillaume III d'Angleterre et participe à de nombreux spectacles donnés à la cour de Louis XIV.
Après la mort de Pierre Beauchamp (1705), il est nommé compositeur des ballets du roi en 1719 et, deux ans plus tard, directeur de l'Académie royale de danse. Parmi ses élèves, il comptera notamment Marie Sallé.
En 1715, Louis XIV le choisit pour instruire son arrière-petit-fils Louis XV, puis il sera aussi maître à danser de Marie Leszczynska et des enfants du couple royal.
Rival de Michel Blondy, il est considéré par ses contemporains comme l'un des plus gracieux et habiles danseurs de son temps. Il aura comme partenaires Marie-Thérèse de Subligny et Françoise Prévost.
Il participa avec Françoise Prévost à l'interprétation d'une danse caractérisée à l'acte IV d’Horace de Pierre Corneille, préfiguration du ballet d'action de Noverre, lors de la quatorzième Grande Nuit de Sceaux, fête donnée par la duchesse du Maine en son château de Sceaux. Parmi les chevaliers de l'Ordre de la Mouche à Miel.